# アエロスヴィート航空

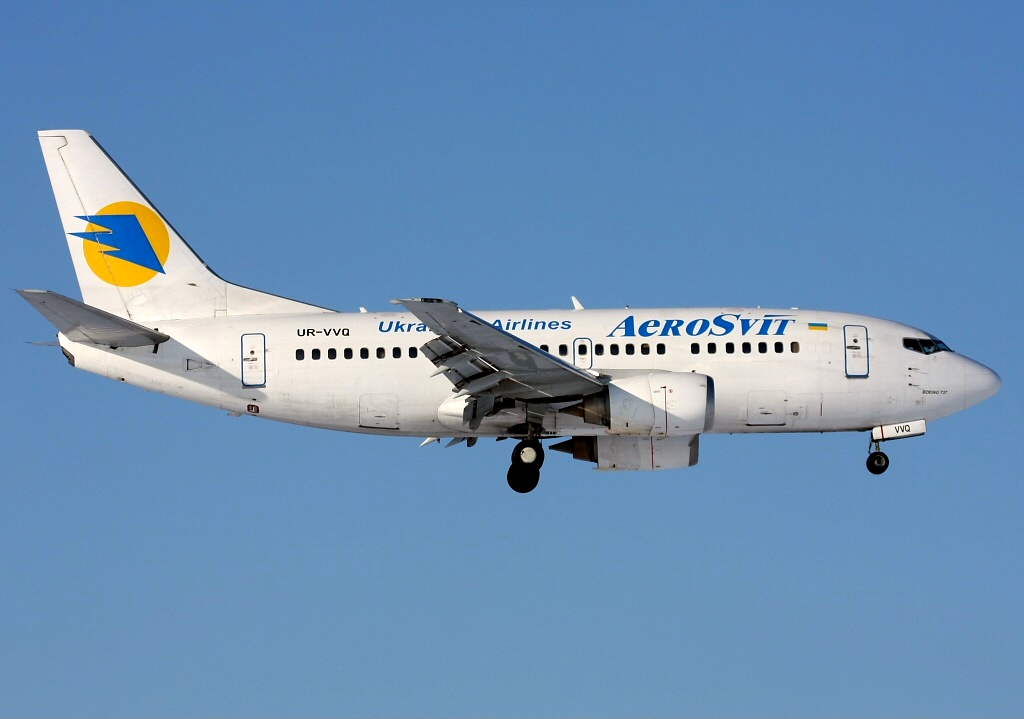
ボーイング737-500

アエロスヴィート航空（ウクライナ語:Авіакомпанія "АероСвіт"アヴィアコムパーニヤ・アエロスヴィート；英語:AeroSvit AirlinesまたはAeroSvit Ukrainian Airlines；ロシア語:Авиакомпания "АэроСвит"アヴィアカムパーニヤ・アエロスヴィート）は、かつて存在したウクライナの航空会社。アエロスビット・ウクライナ航空とも呼ばれる。「АероСвіт」とは、ウクライナ語で「航空世界」といった意味の造語。ロシア語正書法に転写すれば「АэроСвит」、ロシア語に翻訳すれば「АэроСвет」となり、この名称が使用されることもある。

## 概要
アエロスヴィートは、キエフに本社を置き、ボルィースピリ国際空港を根拠地としていた。ウクライナ国内の他、ロシア、イスラエル、トルコ、ブルガリア、ギリシャ、キプロス、ハンガリーなどウクライナ人にとって馴染みの深い国を中心に26ヶ国へ路線を展開していた。また、いくつかの国際線チャーター便も運航していた。
アエロスヴィートは、独立ウクライナ最初の航空会社のひとつである。会社は、共同資本により1994年3月25日に創立され、同年4月より運航を開始した。当初の就航路線はキエフ・ボルィースピリからテルアビブ、オデッサ、テッサロニキ、アテネ、ラルナカで、ウクライナ航空との共同運航であった。10月からはボーイング社からボーイング737-200のドライ・リースが開始され、モスクワなどへも路線を延ばすようになった。
アエロスヴィートはウクライナ国内での保有率が62 %に達しているが、オランダのGilward Investmentsも38 %を保有している。
航空券の座席予約システム（CRS）は、アマデウスITグループが運営するアマデウスを利用している。

2012年12月、資金繰り悪化が表面化し、各国での空港利用料の不払い累積から、多くの定期路線を運休し、ウクライナ国際航空に路線を移管した。
2012年7～8月において、東京(成田空港)-キエフ(ボリースピリ国際空港)間の定期チャーター便を週一便で運航を行ったことがある。

## 保有機材
アエロスヴィート航空のすべてのボーイング社製機材は以下の航空機で構成されていた（2009年5月13日現在）が、2013年の運航停止後は多くがウクライナ国際航空へ移管された。

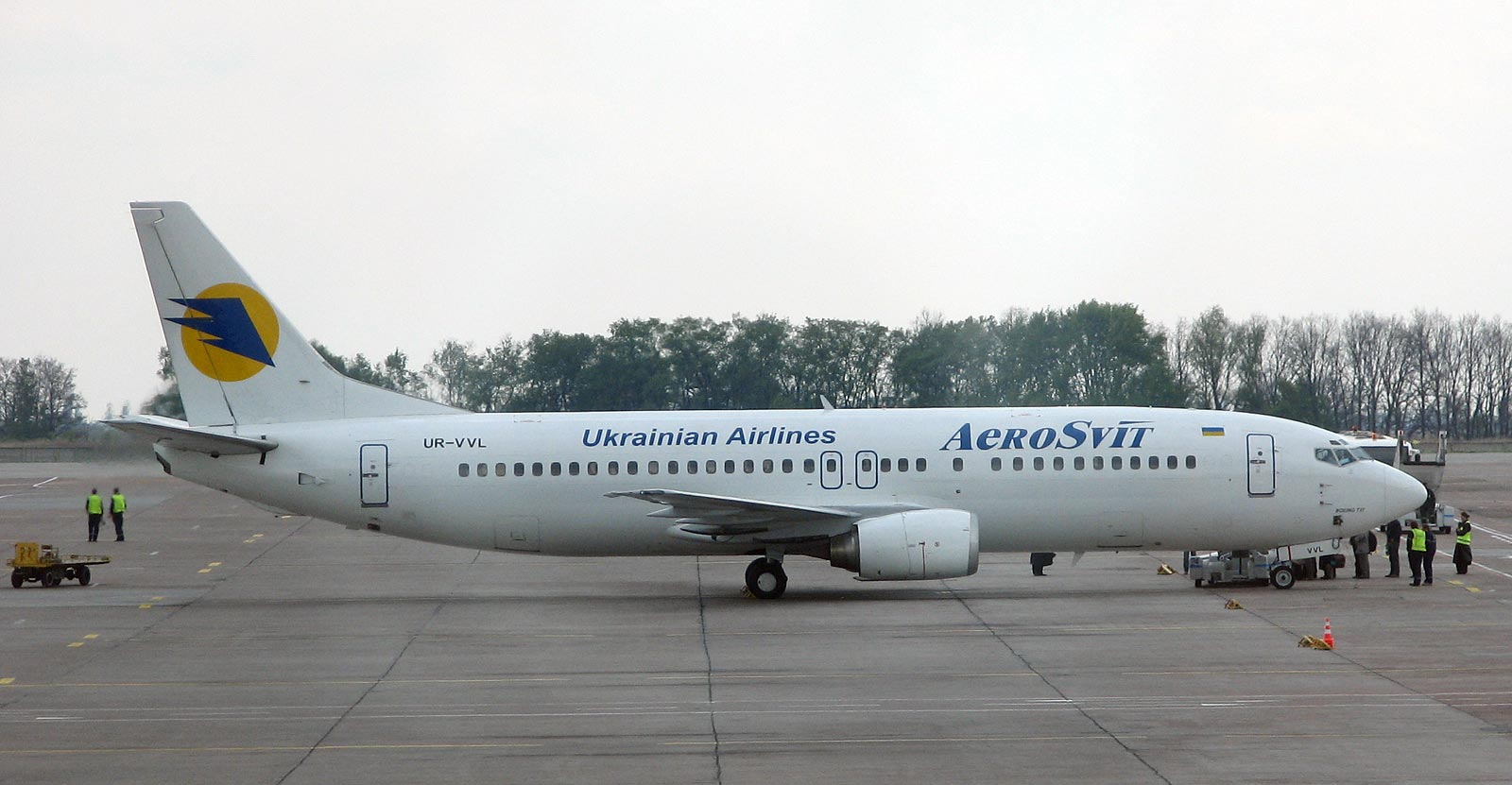
ボーイング737-400

- An-148B 1 機（UR-NTA）、9 機発注
- ボーイング737-200型機 1 機（UR-BVY）
- ボーイング737-300型機 2 機（UR-VVA、UR-VVR）
- ボーイング737-400型機 4 機（UR-VVE、UR-VVL、UR-VVM、UR-VVP）
- ボーイング737-500型機 4 機（ES-ABC、ES-ABD、UR-VVB、UR-VVD、UR-VVQ）
- ボーイング737-800型機 7 機、7 機発注（UR-PSA、UR-PSB）
- ボーイング767-300ER型機 3 機（UR-VVF、UR-VVO、UR-VVT）
- サーブ 340A 1 機（UR-CGQ）